# Анри де Куранс
Анри де Куранс (фр. Henri de Courances; ум. 23 августа 1268, под Тальякоццо) — маршал Франции.

## Биография
Сеньор Куранса, владения, располагавшегося в окрестностях Мелёна и Корбея. Отец Ансельм и другие авторы пишут его имя как «Кузанс», а в источниках встречаются написания Henricus de Cousanciis, Quessanse, Cusanciis, Henri de Cosances, Cousances, Cosences, Cusances, Cosenza. Архивист-палеограф Анри Стейн, автор очерка об этом деятеле, указывает на такое распространенное явление как ротацизм и то, что латинские формы Cousanciis или Cosanciis во французском языке превращаются в Courances. Ошибочное написание также могло закрепиться из-за сходства с известной контуазской фамилией Кюзансов.
Впервые рыцарь Анри де Куранс упоминается в картулярии аббатства Ле-Жар под октябрем 1255 в связи со спором из-за наследства его кузена Жана де Куранса, на которое претендовали братья-рыцари Ламбер и Симон де Тюррены, и для решения которого потребовалось королевское вмешательство.
Около Пасхи 1259 приобрел у Жана де Ливри владения на берегу Сены у Верну близ Монтеро.
В 1254 или 1255 году был назначен бальи Макона и занимал эту должность по меньшей мере до 1260-го. В апреле того года уладил спор между жителями Шароля и клюнийским аббатом Ивом I де Вержи. Был сменен Эсташем де Мийи, рыцарем из Сансского диоцеза, но затем король вернул Куранса на должность бальи, и тот 9 февраля 1264 собрал судебное заседание в Куши-ле-Мине.
Согласно отцу Ансельму, в одном акте от октября 1262 о решении спора с оруженосцем Жаном д’Ариолем Анри де Куранс обозначен как рыцарь короля, маршал Франции, сенешаль Гаскони, Луи де Ларок, следуя мнению этого автора, относит его маршальство к 1255 году, но Стейн полагает, что маршалом он был примерно 18 месяцев в 1267—1268 годах, а более ранние даты возникли в результате того, что генеалоги могли перепутать Куранса с его предшественником в должности Анри II Клеманом («мы не можем ничего утверждать за отсутствием доказательств, но очевидно, что здесь его путают с предшественником»).
Был назначен сенешалем Перигора и Лимузена, при этом около 1264 года одновременно некоторое время представлял и интересы английского короля в Гаскони, что стало возможным после урегулирования англо-французских пограничных споров в 1259 году.
В конце 1266 года маршал Куранс был послан к папе Клименту IV для переговоров о десятине французского духовенства и организации крестового похода в Палестину. Карл I Анжуйский назначил его своим советником и генерал-капитаном, направив в Сицилийское королевство с крупным французским отрядом.
22 августа 1268 года Куранс командовал провансальцами и итальянскими наемниками Карла Анжуйского в битве при Тальякоццо. Облаченный в королевские доспехи, маршал повел в первую атаку провансальцев, поддержанных шампанцами, ломбардцами и прочими иностранными частями, а также анжуйскими рыцарями, но немцы отразили наступление. Провансальцы и иностранные наемники бежали, бросив своего командира, которого солдаты противника приняли за короля и изрубили на части.

## Семья
Жена: Матильда N, называемая в источниках «знатной дамой Мао», предположительно из нормандского дворянского рода. С ее согласия Анри де Куранс в декабре 1264 в Париже продал королю собственность в нескольких населенных пунктах в Верхней Нормандии в окрестностях Офранвиля и Баквиля за 1200 турских ливров.
Сын:
- Анри. По-видимому, к 1268 году еще был несовершеннолетним. Служил Филиппу IV, умер, возможно, около 1330[12]

Отправляясь в Италию, Куранс уладил свои дела, о чем свидетельствует сохранившийся в картулярии аббатства Ле-Жар документ от 10 декабря 1268 (понедельник после Николая-зимнего), в котором его вдова договорилась с исполнителями последней воли покойного: Жаном, архидьяконом из Шартра, и рыцарями Пьером Камергером и Тома де Монлеаром. Спустя некоторое время Мао вышла вторым браком за Монлеара, в 1255 году побывавшего с миссией в Англии, а в 1264-м назначенного сенешалем Безье и Каркассона.